# Raymond Chan Chi-chuen
Raymond Chan Chi-cheun (kinesiska: 陳志全; pinyin: Chén Zhìquán; Jyutping: Can4 Zi3 cyun4), född den 16 april 1972, är en programledare och politiker från Hongkong. I politiken har han fokuserat på HBTQ-frågor. Fast detta inte har varit något problem för honom, har fastlandets myndigheter ändå hållit koll på honom.
Chan representerar partiet People Power.

## Bakgrund och privatliv
Chan är född i Hongkong år 1972. Han har släkt på fastlandet i Guangzhou. Han gick på gymnasiet Hong Kong Charity School English Secondary School. År 1994 började han studera sociologi i Chinese University of Hong Kong.
När han var 18 började Chan identifiera sig som homosexuell. Snart efter detta började han ett förhållande. Han kom öppet ut som homosexuell i september 2012. Han blev också invald i Hongkongs lagstiftande församling.
På 1990-talet började Chan sin karriär som trafikreporter för CRHK. År 2000 bytte han till tidningen Metro Entertainment.
Chan är buddhist och har spenderat tid som munk i ett tempel i Japan år 2009.

## Politisk karriär
Chan valdes till LegCo för första gången år 2012. Han fick över 38 000 röster i valet och blev stadens första öppet homosexuella parlamentariker. Hans centrala valtemata var bl.a. att förbjuda diskriminering på grund av sexuell läggning och legalisera samkönat äktenskap i Hongkong. Chan återvaldes med 45 993 röster i valet 2016.
I juli 2020 attackerades Chang av representanten för Hongkongs fackförbund, Kwok Wai-keung, som kallade honom för "herr Krysantemum", som är en kantonesisk eufemism för anus. Ytterligare påstod han att Chan är för Hongkongs självständighet. Chang kallade detta för nedrigt och samlade in 100 000 hongkongdollar genom gräsrotsfinansiering för att stämma Kwok inför rätta.
I september anmälde Hongkongs chefsminister Carrie Lam att hon kommer att senarelägga LegCo-valet som hade planerats för december. Den officiella orsaken var coronaviruspandemin. Chan avsade sig tillsammans med andra prodemokratiska ledamöter som protest. Snart efter detta Chan blev anhållen för brott mot Hongkongs nationella säkerhetslag.
I maj 2021 anmälde Chan, från fängelset, att han kommer att lämna politiken och partiet People Power.